# Figging

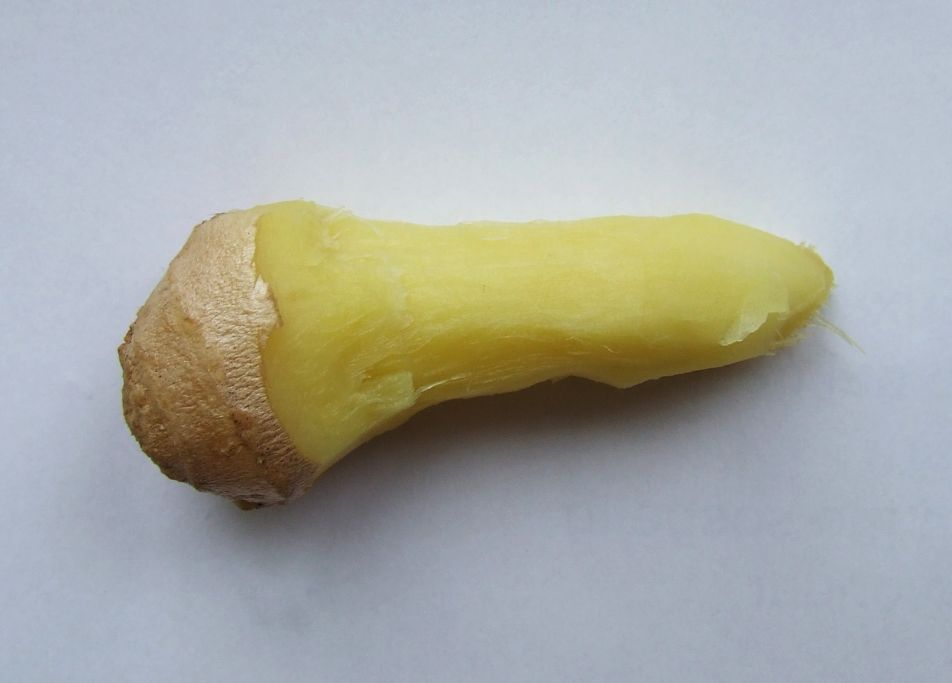
Fertiger Ingwerfinger

Figging ist eine Sexualpraktik im BDSM, bei der ein vorbereitetes Stück Ingwer (ähnlich wie ein Zäpfchen oder ein kleiner Butt Plug) als Fremdkörper in Anus und Rektum des Bottoms eingeführt wird.

## Funktionsweise
Da die im Ingwer enthaltenen ätherischen Öle – vor allem die zu den Scharfstoffen gehörenden Gingerole und Shogaole – die Nozizeptoren in der Schleimhaut erregen (dies sind diejenigen Rezeptoren, die sonst auf Hitze- und abrasive Reize reagieren), führt dies zu einem fast sofortigen und anhaltenden Wärme- und Schmerzreiz („Brennen“) an dieser Stelle.
Figging ist zwar schmerzhaft, aber im Gegensatz zu mechanisch verursachten Reizen (z. B. durch Fisting) ohne Verletzungsgefahr, denn die Hitze und das Brennen sind nur gefühlt und von kurzer Dauer. Figging kann als demütigende Form der Körperstrafe empfunden werden; als solche ist die Praktik für BDSM-Spiele reizvoll, u. a. auch zur Intensivierung des Straferlebnisses bei einer gleichzeitigen Züchtigung des Gesäßes.

## Anwendung
Zur Vorbereitung wird ein fingergroßes frisches Stück Ingwer geschält und in eine geeignete Form zurechtgeschnitzt. Eine butt-plug-ähnliche Form bewirkt, dass das eingeführte Ingwerstück vom inneren und äußeren Schließmuskel gehalten werden kann.

## Seltenere Varianten
Statt frischen Ingwers kann auch gemahlenes Ingwergewürz verwendet werden. Die Geschlechtsorgane müssen jedoch auf Grund der fehlenden Feuchtigkeit des Gewürzes z. B. mit Speichel benetzt werden, um die gewünschte Wirkung zu erzielen. Das warme, scharfe Gefühl setzt nach ca. zwei Minuten ein, dauert in diesem Fall allerdings nur ca. zehn Minuten an.
Gelegentlich wird für Figging statt Ingwer auch Chili verwendet. Chilischoten sind jedoch wegen ihres hohen Capsaicingehalts sehr stark reizend, so dass es zu langanhaltenden starken Schmerzen im Analbereich kommen kann. Daher wird die eher vergleichsweise milde Schärfe des Ingwers bevorzugt. Auch Säure (z. B. Zitronensaft) wird als scharf, aber unangenehm empfunden (ein „hoher“ Schmerz, kein „tiefer“) und deshalb kaum zum Figging eingesetzt.

## Geschichte und Ursprünge
Zu den historischen Ursprüngen dieser Praktik gibt es zwei Überlieferungen. Eine besagt, dass Pferdeverkäufer (siehe Rosstäuscher) ihren Pferden ein solches Ingwerstück in den Anus einführten, wodurch sie lebhafter wurden und ihren Schweif hoch erhoben hielten. Somit konnte für ein Pferd ein höherer Preis erzielt werden. Von dieser Praktik leitet sich auch der umgangssprachliche englische Ausdruck to gin up ab (etwa: etwas aufbessern, „aufpeppen“, z. B. einen Bericht; das Wort gin steht hier für ginger (Ingwer), nicht für das Getränk Gin).
Nach einer anderen Überlieferung war Figging im Viktorianischen Zeitalter auch eine seltene Praktik im Rahmen von Körperstrafen, um ein „unartiges“ Kind bei seiner Züchtigung noch zusätzlich zu bestrafen und um das unerwünschte Anspannen der Gesäßmuskeln während der Züchtigung zu verhindern.
Bereits im antiken Griechenland gab es eine ähnliche Strafe, die Rettichstrafe, bei der dem Delinquenten eine Rettichwurzel in den Anus eingeführt wurde.

## Etymologie
Zur Herkunft der Bezeichnung „Figging“ gibt es verschiedene Vermutungen. Das englische Wort fig bedeutet Feige. Es könnte jedoch auch eine vereinfachte Schreibweise des Wortes feague sein: to feague (veraltet) bedeutete (laut Webster von 1913) so viel wie anpeitschen oder antreiben.
Daneben war fig bereits zu Shakespeares Zeiten eine der vielen Bezeichnungen für die weibliche Scham. Auch die obszön gemeinte Geste, den Daumen zwischen zwei Finger zu stecken, wurde als giving the fig (französisch faire la figue, spanisch dar la higa) bezeichnet.